# Michel Demazure
Michel Demazure (pronunciación en francés: /dəmazyʁ/; nacido el 2 de marzo de 1937) es un matemático francés. Miembro del colectivo Nicolas Bourbaki, realizó numerosas aportaciones en los campos del álgebra abstracta, la geometría algebraica y la visión artificial. También ha sido presidente de la Sociedad Matemática Francesa y ha dirigido dos museos de ciencia en su país.

## Semblanza
En la década de 1960, Demazure fue estudiante de Alexander Grothendieck, junto con quien dirigió y editó el Séminaire de Géométrie Algébrique du Bois Marie sobre esquemas de grupo en el Institut des hautes études scientifiques (cerca de París) entre 1962 y 1964. Obtuvo su doctorado en la Universidad de París en 1965 bajo la supervisión de Grothendieck, con una tesis titulada Schémas en groupes réductifs. Fue docente en la Universidad de Estrasburgo (1964-1966), y luego profesor en la Universidad de París-Sur en Orsay (1966-1976) y en la Escuela Politécnica en Palaiseau (1976-1999). Aproximadamente desde 1965 a 1985, también fue uno de los miembros principales del grupo Bourbaki, un colectivo de matemáticos franceses que escribieron bajo el seudónimo conjunto de Nicolas Bourbaki.
En 1988, Demazure fue presidente de la Sociedad Matemática de Francia,
de 1991 a 1998 dirigió el Palacio del Descubrimiento en París y, de 1998 a 2002, presidió la Cité des sciences et de l'industrie en el La Villette, dos importantes museos de ciencias de Francia. Al asumir estos cargos, cambió su puesto con Jean Audouze, que estuvo en La Villette de 1993 a 1996, y que se convirtió en director del Palacio de la Découverte tras la marcha de Demazure. Demazure también presidió el comité asesor regional de investigación de Languedoc-Rosellón.

## Contribuciones a la investigación
En el Séminaire de Géométrie Algébrique du Bois Marie (SGA3), Demazure introdujo la definición de dato raíz, una generalización del concepto de sistema de raíces para grupos reductivos que es fundamental para la noción del dual de Langlands. Un artículo de 1970 de Demazure sobre subgrupos del grupo de Cremona ha sido posteriormente reconocido como el comienzo del estudio de las variedades tóricas.
La fórmula de caracteres de Demazure, los módulos de Demazure y la conjetura de Demazure, introducidos en 1974, llevan su nombre. Los módulos Los módulos de Demazure son submódulos de una representación de dimensión finita de un álgebra de Lie semisimple, y la fórmula de caracteres de Demazure es una extensión de la fórmula de caracteres de Weyl a estos módulos. El trabajo de Demazure en esta área se vio empañado por una dependencia de un lema falso en un artículo anterior (también de Demazure). Victor Kac señaló el defecto y la investigación posterior aclaró las condiciones bajo las cuales la fórmula sigue siendo válida.
Más adelante en su carrera, el énfasis de la investigación de Demazure pasó de las matemáticas puras a problemas de tipo computacional, como la aplicación de la geometría algebraica a problemas de reconstrucción de imagen en visión artificial. El teorema de Kruppa-Demazure, derivado de este trabajo, demuestra que si una escena compuesta por cinco puntos es vista desde dos cámaras con posiciones desconocidas pero distancias focales conocidas, entonces, en general, habrá exactamente diez escenas diferentes que podrían haber generado las mismas dos imágenes. Muchos años antes, el matemático austriaco Erwin Kruppa había reducido el número de escenas posibles a once, y Demazure proporcionó la primera solución completa al problema.

## Publicaciones
- Schémas en groupes. I: Propriétés générales des schémas en groupes (SGA3, vol. I, with Grothendieck). Lecture Notes in Mathematics 151, Berlin: Springer-Verlag, 1970. MR 0274458.
- Schémas en groupes. II: Groupes de type multiplicatif, et structure des schémas en groupes généraux (SGA3, vol. II, with Grothendieck). Lecture Notes in Mathematics 152, Berlin: Springer-Verlag, 1970. MR 0274459.
- Schémas en groupes. III: Structure des schémas en groupes réductifs (SGA3, vol. III, with Grothendieck). Lecture Notes in Mathematics 153, Berlin: Springer-Verlag, 1970. MR 0274460.
- Groupes algébriques. Tome I: Géométrie algébrique, généralités, groupes commutatifs (with Pierre Gabriel). Masson, Amsterdam: North Holland, 1970. MR 0302656. Partially translated into English by J. Bell as Introduction to Algebraic Geometry and Algebraic Groups, Volume 39 of North-Holland Mathematics Studies, Elsevier, 1980, MR 0563524.
- Lectures on p-divisible groups. Lecture Notes in Mathematics 302, Berlin: Springer-Verlag, 1972, 1986, ISBN 3-540-06092-8. MR 0344261, MR 0883960.
- Bifurcations and catastrophes: Geometry of solutions to nonlinear problems. Universitext, Berlin: Springer-Verlag, 2000. Translated from the French (1989) by David Chillingworth. MR 1739190.
- Cours d'Algèbre: Primalité. Divisibilité. Codes. Paris: Cassini, 1997, 2008. MR 1466448.